# The Big Adventure
The Big Adventure è un film muto del 1921 diretto da B. Reeves Eason. Protagonista del film è B. Reeves Eason Jr., figlio del regista, un bambino di sei anni già popolare come attore che, qualche mese dopo l'uscita del film, il 25 ottobre, sarebbe morto travolto da un camion,

## Trama
Patches, un orfano dei quartieri poveri della città, trova insopportabile la vita con il crudele patrigno Old Whiskers che, oltretutto, lo obbliga a rubare per lui. Così, il bambino fugge via insieme al suo cane in una città vicina. Lì, trova rifugio nella casa della signora Lane, sorella di un giudice. Ma Old Whiskers, vagabondando in giro, ritrova Patches e lo rapisce, tenendo prigioniera anche Sally, la figlia del giudice. Patches, dopo essere riuscito a fuggire, torna con i soccorsi salvando la ragazza.

## Produzione
Il film fu prodotto dall'Universal Film Manufacturing Company.

## Distribuzione
Distribuito dall'Universal Film Manufacturing Company, il film uscì nelle sale cinematografiche statunitensi nell'aprile 1921.